# Cotai Arena
A Cotai Arena (em chinês:  金光綜藝館), conhecida anteriormente como Venetian Arena (em chinês:  威尼斯人綜合館), entre 2007 e 2010, é um arena coberta, localizada em Macau, na China.
O pavilhão foi inaugurado em 2007 com uma capacidade de 15 000 pessoas. Abriga eventos desportivos, como basquetebol, ténis e boxe, bem como concertos e espetáculos televisivos internacionais de prémios.

## Eventos notáveis
- Miss Macau (anual)
- Desafio internacional de basquetebol com os Estados Unidos, Lituânia e Turquia
- The Amazing Race Australia - terceira etapa
- Jogos Asiáticos em Recinto Coberto de 2007 - cerimónia de encerramento
- 20 de outubro de 2007: Cleveland Cavaliers contra Orlando Magic - jogo de exibição da National Basketball Association (NBA)[3]
- 24 de novembro de 2007: Andre Agassi contra Pete Sampras - exibição de jogo de ténis
- 26  de janeiro de 2008: Ray Mercer contra Derric Rossy - disputa de título
- 15 de agosto de 2009: Digressão The Fame Ball Tour da cantora Lady Gaga
- 2009: IIFA Awards[4]
- 1 e 2 de maio de 2015: Digressão The Prismatic World Tour da cantora Katy Perry